# Humnoke
Humnoke is een plaats (city) in de Amerikaanse staat Arkansas, en valt bestuurlijk gezien onder Lonoke County.

## Demografie
Bij de volkstelling in 2000 werd het aantal inwoners vastgesteld op 280.
In 2006 is het aantal inwoners door het United States Census Bureau geschat op 291, een stijging van 11 (3,9%).

## Geografie
Volgens het United States Census Bureau beslaat de plaats een oppervlakte van
0,9 km², geheel bestaande uit land. Humnoke ligt op ongeveer 62 m boven zeeniveau.

## Plaatsen in de nabije omgeving
De onderstaande figuur toont nabijgelegen plaatsen in een straal van 24 km rond Humnoke.